# Labrisomus socorroensis
Labrisomus socorroensis är en fiskart som beskrevs av Hubbs, 1953. Labrisomus socorroensis ingår i släktet Labrisomus och familjen Labrisomidae. IUCN kategoriserar arten globalt som sårbar. Inga underarter finns listade i Catalogue of Life.